# Hyphoporus anitae
Hyphoporus anitae är en skalbaggsart som beskrevs av Vazirani 1969. Hyphoporus anitae ingår i släktet Hyphoporus och familjen dykare. Inga underarter finns listade i Catalogue of Life.